# Viktoriansk stil
Viktoriansk stil er i den engelsktalende verden en samlebetegnelse for arkitektur (Victorian architecture), design og mode (Victorian fashion) som hører hjemme i viktoriansk tid – ca. 1830 – 1900.

## Viktoriansk arkitektur
Arkitekturen i perioden var domineret af en lang række historiserende stilarter, og viktoriansk arkitektur kan referere til både nygotik, Nyklassicisme, nyrenæssance, nyromansk, empire, art nouveau 
og til den engelske arts and craft-bevægelse.
- Manchesters rådhus (Manchester,Storbritannien
- «Carson Mansion», et viktoriansk privathjem i Eureka, California, USA
- Amerikansk Queen Anne-stil i Lebanon, Illinois.
- Melbournes Royal Exhibition Building og fontæne, bygget i 1880